# Burmannia compacta
Burmannia compacta là một loài thực vật có hoa trong họ Burmanniaceae. Loài này được Maas & H.Maas mô tả khoa học đầu tiên năm 1986.